# Fred van Iersel
Adrianus Henricus Maria (Fred) van Iersel (Geldrop, 28 juli 1954 – Tilburg, 27 juli 2023) was een Nederlands theoloog, bijzonder hoogleraar, algemeen secretaris van Pax Christi, aalmoezenier bij het ministerie van Justitie en bestuurslid van het Wetenschappelijk Instituut voor het CDA.

## Jonge jaren
Van Iersel studeerde, na afsluiting van het gymnasium α aan het Bisschoppelijk college te Roermond, vanaf 1972 theologie aan de Katholieke Universiteit Nijmegen. In 1981 werkte hij tevens als godsdienstleraar in het lager- en middelbaar beroepsonderwijs. In 1982 studeerde hij af in de dogmatische theologie; hij behaalde daarbij tevens de eerstegraads onderwijsbevoegdheid. Van september 1982 tot september 1984 werkte hij als wetenschappelijk medewerker aan de Katholieke Theologische Hogeschool Utrecht, sectie Agogisch Theologisch Onderwijs. Daarnaast werkte hij van maart 1983 tot juli 1986 als katecheet bij een MLK-school.
Van september 1984 tot september 1988 was Van Iersel verbonden aan een onderzoek van NWO/STEGON, getiteld: 'Vredeseducatie en conflictbehandeling in kerkelijke vredesbewegingen binnen de kerken'. Van september 1984 tot september 1992 was hij tevens achtereenvolgens docent systematische theologie aan de Opleiding voor Godsdienstleraren te Amsterdam en docent theologische ethiek aan de Katholieke Leergangen te Tilburg.
Vanaf 1988 was Van Iersel wetenschappelijk medewerker bij het Militair Pastoraal Centrum van de Rooms Katholieke Geestelijke Verzorging bij de krijgsmacht, aanvankelijk in deeltijd, vanaf mei 1989 in voltijds dienstverband. Daarnaast was hij van februari 1989 tot in 1991 werkzaam als wetenschappelijk medewerker bij het ministerie van Justitie ten behoeve van het Rooms Katholieke Justitiepastoraat. Hij publiceerde onder meer over ethiek in internationale betrekkingen, militaire beroepsethiek, krijgsmachtpastoraat, justitiepastoraat en over spiritualiteit.
Van Iersel was al jong betrokken bij de Gemeenschap van Taizé en in 1974 reisde hij met deze beweging naar Berlijn, een stad waar destijds de Koude Oorlog duidelijk merkbaar was, wat bij hem de belangstelling aanwakkerde voor de vredesbeweging. In de daaropvolgdende jaren was hij actief binnen het Interkerkelijk Vredesberaad (IKV) dat toen strijd voerde tegen het plaatsen van met kernkoppen voorziene kruisraketten in Nederland. Hij is een kleinzoon van Ludovicus van Iersel, die tijdens de Eerste Wereldoorlog een Medal of Honor kreeg voor zijn verdienste bij Mouzon, en een neef (oomzegger) van de vroegere Nijmeegse hoogleraar en rector magnificus prof. B.M.F. (Bas) van Iersel.

## Bijzonder hoogleraar
In juni 1993 promoveerde Van Iersel samen met Marijke Spanjersberg in de godgeleerdheid op het proefschrift "Vrede leren in de kerk" dat de polarisatie beschrijft die de kerken doormaakten als gevolg van vredesactivisme. Van 1990 tot 1996 was hij betrokken bij de werkgroep "Kernvraag" van de gemeenschappelijke dienst van de Geestelijke Verzorging bij de Krijgsmacht. Begin 1995 werd Van Iersel bijzonder hoogleraar vraagstukken geestelijke verzorging bij de krijgsmacht aan de Theologische Faculteit van de Universiteit van Tilburg.

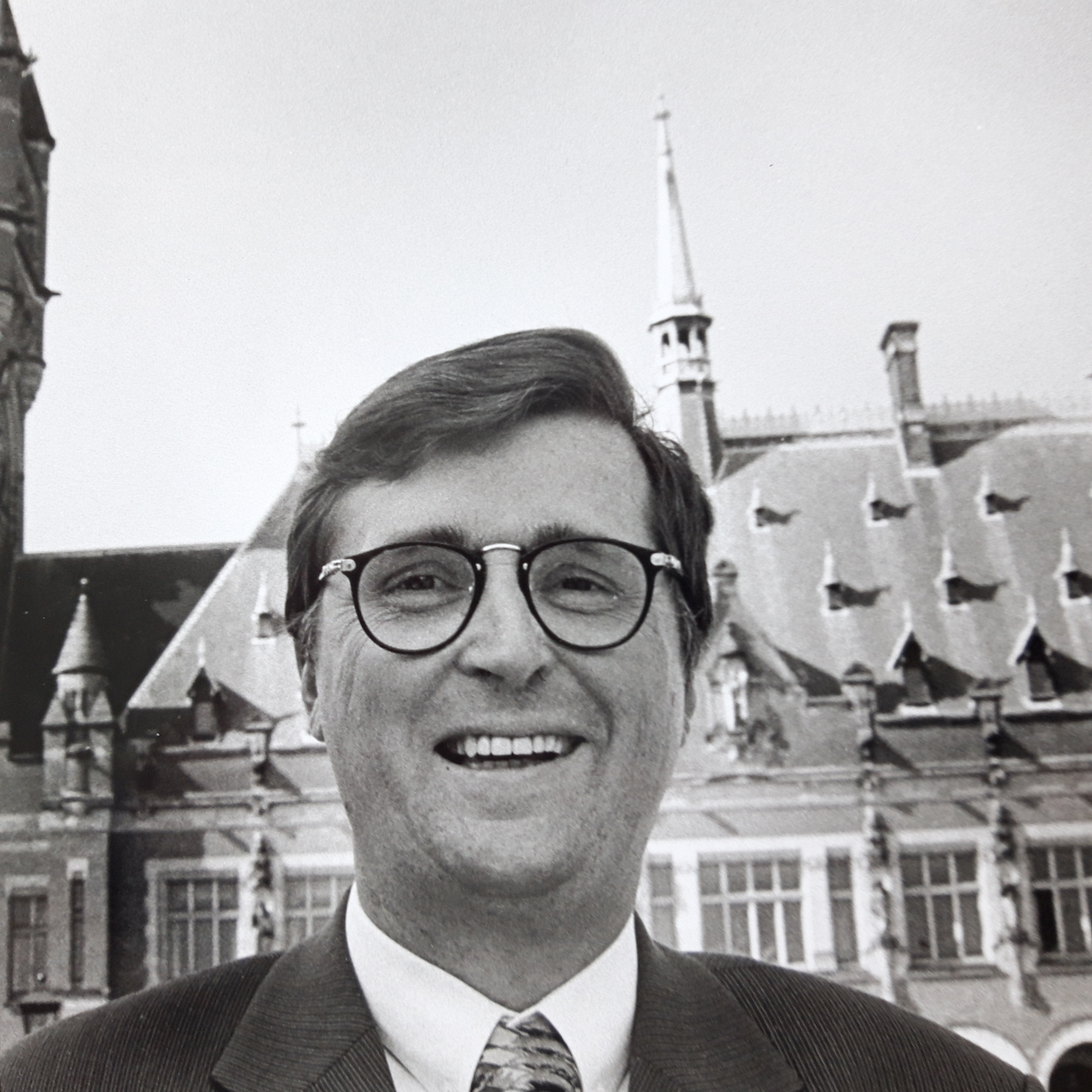
Fred van Iersel bij zijn aantreden als Algemeen Secretaris van Pax Christi in 1997

## Richtingenstrijd bij Pax Christi
Na het plotselinge vertrek in 1996 van Jan ter Laak als algemeen secretaris van Pax Christi Nederland nam Fred van Iersel van 1997 tot 1999 die functie over. Bij het uitzetten van de koers van de beweging ontstond er een meningsverschil tussen hem en adjunct-secretaris Jan Gruiters, die de steun kreeg van het bestuur. In grote lijnen ging het om de vraag in hoeverre Pax Christi moest kiezen voor snelle groei en vergaande professionalisering van de werkorganisatie waardoor de vereniging (de achterban) op afstand zou worden gezet. Van Iersel was daar beducht voor en vreesde, net als Gied ten Berge, voor het karakter van Pax Christi als vereniging en voor haar identiteit, waarna hij moest terugtreden. Hij werd opgevolgd door een interim-procesmanager, Jaap van 't Hek, afkomstig van buiten de vredesbeweging, die de weg heeft geëffend voor verdere professionalisering, groei van een projectenorganisatie en het functioneel loskoppelen van projectenorganisatie en vereniging.

## Ethiek en Krijgsmacht
Hij was betrokken bij de oprichting van het Bureau voor Ethiek en Krijgsmacht van het ministerie van Defensie. Bij de instelling van dit bureau op 1 september 1999 bestond het uit twee externe ethici: Fred van Iersel en Ted van Baarda; beide met een aanstelling voor 19 uur per week. Zij ontwikkelden samen zogeheten 'ethische dilemma trainingen' die militairen beter moesten voorbereiden op situaties waarin ze tussen twee kwaden moeten kiezen.
Van Iersel verdedigde in het voorjaar van 2022 het morele recht van Oekraïne en zijn strijdkrachten om de Russische agressie met militaire middelen te weerstaan alsmede de morele plicht van democratische landen verenigd in de NAVO om daarvoor voldoende middelen ter beschikking te stellen. Hij bekritiseerde tendenzen in sommige vredesbewegingen om de schuld van de oorlog aan twee kanten te leggen en zich feitelijk afzijdig te houden. Hij deed dat o.m. in Trouw en in het Katholiek Nieuwsblad en tijdens een Zoom-conferentie met zijn Oekraïense partners.

## Hoofdaalmoezenier RK Justitiepastoraat
Van Iersel volgde als diaken van het bisdom Haarlem op 1 december 2002 John Hendrickx op als Hoofdaalmoezenier van het RK Justitiepastoraat bij de Dienst Justitiële Inrichtingen (DJI). Hierbij werd hij geassisteerd door zo'n zeventig pastoraal werkenden die op hun beurt weer werden bijgestaan door 1.200 vrijwilligers. Verder was hij lid van het algemeen bestuur van de Stichting Exodus Nederland die zich bezighoudt met de opvang en resocialisatie van ex-gedetineerden en gedetineerden in de laatste fase van hun detentie.
Van Iersel richtte zich op verbetering van de bestuurlijke samenwerking tussen kerk en staat in het besturingsmodel voor de geestelijke verzorging. Hij schreef in opdracht van de overheid en genootschappen op geestelijke grondslag gezamenlijk, hiertoe een zogenaamd Grondslagdocument (2006). Ook versterkte hij tegelijkertijd de katholieke identiteit van het RK justitiepastotraat en de oecumenische samenwerking en interreligieuze dialoog binnen de geestelijke verzorging. Samen met hoofdpredikant ds. drs. J. Eerbeek publceerde hij een Handboek Justitiepastoraat (2009). Hij richtte het Centrum voor het Justitiepastoraat en de bijzondere leerstoel vraagstukken geestelijke verzorging in inrichtingen van Justitie aan Tilburg University op.  
Van Iersel trad terug op 1 april 2011. Ingaande 1 april 2011 werd hij naast de door hem vervulde leerstoel aan Tilburg University ook diocesaan functionaris voor de katholieke sociale leer in het bisdom van Breda en bisschoppelijk gedelegeerde voor het categoriaal pastoraat in het bisdom Haarlem-Amsterdam. Ingaande 1 januari 2012 werd hij adviseur theologie en beleid bij de Dienst Rooms Katholieke Geestelijke Verzorging bij de krijgsmacht. Ook doceert hij bijzondere moraaltheologie aan Fontys FHTL te Utrecht en social encyclicals aan het International Institute Canon Triest (IICT te Gent (B.), voor de master Catholic Social Teaching.  
Ingaande 1 september 2016 werd hij benoemd in de nevenfunctie van voorzitter van de Beraadgroep Samenlevingsvraagstukken van de Raad van Kerken in Nederland.

## Een leven lang Lourdes
Bij Van Iersel die vanaf zijn geboorte gehandicapt was, openbaarde zich in het voorjaar van 2022 een ongeneeslijke, dodelijke ziekte. Hij schreef daarop een boek over zijn levens- en werkervaringen en in het bijzonder de rol die de figuur van Maria in zijn leven gespeeld heeft: "Een leven lang Lourdes. Ervaringen en reflecties met mijn dood voor ogen".
Hij maakte als zwaar gehandicapt kind met zijn ouders zijn eerste van zeven reizen naar Lourdes. Hij maakte die reizen later meerdere keren met militairen, de laatste keer ook met Oekraïense veteranen die fysiek en geestelijk gewond van hun militaire inzet terug gekomen waren. Het grootste wonder dat hem in Lourdes overkwam, was, zo legde hij uit, dat hij er afleerde op een genezingswonder voor zichzelf te wachten. Op 4 april 2023 verscheen in Trouw een uitvoerig interview met Fred van Iersel, gemaakt door Stijn Fens. “De rol die Franciscus kiest, doet mij sterk denken aan die van paus Benedictus XV in de Eerste Wereldoorlog", stelde Van Iersel.  Die bleef neutraal omdat er verschillende christelijke landen met elkaar oorlog voerden en hij geen partij wilde kiezen. Met als gevolg dat hij machteloos was. Ik maak me zorgen over het feit dat het Vaticaan niet de conclusie heeft getrokken dat de strategie van Benedictus XV ook in de Oekraïne-oorlog niet gaat werken.” 
In de weken voor zijn dood voerde oud-Pax Christi medewerker Gied ten Berge lange gesprekken met Van Iersel over een geestelijk testament dat hij nog graag voor de vredesbeweging had willen schrijven. Maar de dood kwam ertussen en Ten Berge bewerkte het concept toen tot een eigen tekst die op 26 september 2023 verscheen op de website "Nieuw Wij".